# Elecciones municipales de Puno de 1995
Las elecciones municipales de Puno de 1995 se llevaron a cabo el 12 de noviembre de 1995 para elegir al alcalde y al Concejo Provincial de Puno para el periodo 1996-1998. La elección se celebró simultáneamente con elecciones municipales en todo el país.

## Sistema electoral
La Municipalidad Provincial de Puno es el órgano administrativo y de gobierno de la provincia de Puno. Está compuesta por el alcalde y el Concejo Provincial.
La votación del alcalde y el concejo se realiza en base al sufragio universal, que comprende a todos los ciudadanos nacionales mayores de dieciocho años, empadronados y residentes en la provincia de Puno y en pleno goce de sus derechos políticos, así como a los ciudadanos no nacionales residentes y empadronados en la provincia de Puno.
El Concejo Provincial de Puno está compuesto por 19 regidores elegidos por sufragio directo para un período de tres (3) años, en forma conjunta con la elección del alcalde (quien lo preside) La votación es por lista cerrada y bloqueada. Se asigna a la lista ganadora los escaños según el método d'Hondt o la mitad más uno, lo que más le favorezca. Es elegido como alcalde el candidato que ocupe el primer lugar de la lista que haya obtenido la más alta votación.

## Composición del Concejo Provincial de Puno
La siguiente tabla muestra la composición del Concejo Provincial de Puno antes de las elecciones.
| Partidos | Partidos                                                               | Regidores |
| -------- | ---------------------------------------------------------------------- | --------- |
|          | Lista Independiente Movimiento Independiente Trabajo y Desarrollo Puno | 11        |
|          | Lista Independiente Acción Democrática Puno                            | 2         |
|          | Lista Independiente Desarrollo Democrático 2000                        | 2         |
|          | Frente Nacional de Trabajadores y Campesinos                           | 2         |
|          | Lista Independiente Movimiento Democrático Puneñista                   | 1         |
|          | Frente Popular Agrícola del Perú                                       | 1         |

## Partidos y candidatos
A continuación se muestra una lista de los principales partidos y alianzas electorales que participaron en las elecciones:
| Candidatura | Candidatura | Partidos y alianzas                                                                    | Candidatos | Candidatos                 | Ideología                                | Resultado previo | Resultado previo | Ref. |
| Candidatura | Candidatura | Partidos y alianzas                                                                    | Candidatos | Candidatos                 | Ideología                                | Votos (%)        | Reg.             | Ref. |
| ----------- | ----------- | -------------------------------------------------------------------------------------- | ---------- | -------------------------- | ---------------------------------------- | ---------------- | ---------------- | ---- |
|             | AP          | Lista - Acción Popular (AP)                                                            |            | Sin información disponible | Humanismo Nacionalismo cívico Reformismo | 3.92%            | 0                |      |
|             | IND         | Lista - Lista Independiente N° 3 Movimiento Independiente Unión por Puno               |            | Sin información disponible | Localismo puneño                         | Nuevo            | Nuevo            |      |
|             | IND         | Lista - Lista Independiente N° 7 Honradez Tecnología y Trabajo                         |            | Sin información disponible | Localismo puneño                         | Nuevo            | Nuevo            |      |
|             | IND         | Lista - Lista Independiente N° 15 Acción Vecinal Pro Puno                              |            | Víctor Torres Estévez      | Localismo puneño                         | Nuevo            | Nuevo            |      |
|             | IND         | Lista - Lista Independiente N° 17 Movimiento Independiente Desarrollo Democrático 2000 |            | Sin información disponible | Localismo puneño                         | Nuevo            | Nuevo            |      |
|             | IND         | Lista - Lista Independiente N° 19 Movimiento Independiente Acción Democrática Puno     |            | Sin información disponible | Localismo puneño                         | Nuevo            | Nuevo            |      |
|             | IND         | Lista - Lista Independiente N° 21 Movimiento Cívico Puro Puno                          |            | Sin información disponible | Localismo puneño                         | Nuevo            | Nuevo            |      |
|             | IND         | Lista - Lista Independiente N° 23 Integración y Desarrollo                             |            | Sin información disponible | Localismo puneño                         | Nuevo            | Nuevo            |      |
|             | IND         | Lista - Lista Independiente N° 29 Movimiento Independiente Trabajo y Desarrollo        |            | Sin información disponible | Localismo puneño                         | Nuevo            | Nuevo            |      |

Otros candidatos
| Partidos y alianzas | Partidos y alianzas                                   | Candidatos                 |
| ------------------- | ----------------------------------------------------- | -------------------------- |
|                     | Lista Independiente N° 5 Primero Puno                 | Sin información disponible |
|                     | Lista Independiente N° 9 Nueva Democracia             | Sin información disponible |
|                     | Lista Independiente N° 11 Municipio 95                | Sin información disponible |
|                     | Lista Independiente N° 13 Todos Juntos                | Sin información disponible |
|                     | Lista Independiente N° 25 Frente Unido 4 de Noviembre | Sin información disponible |
|                     | Lista Independiente N° 27 Trabajo y Producción        | Sin información disponible |

## Resultados

### Sumario general
|                        |                                                                                |              |              |              |           |           |
| Partidos y coaliciones | Partidos y coaliciones                                                         | Voto popular | Voto popular | Voto popular | Regidores | Regidores |
| Partidos y coaliciones | Partidos y coaliciones                                                         | Votos        | %            | ±pp          | Total     | +/−       |
|                        | Lista Independiente N° 15 Acción Vecinal Pro Puno                              | 17,478       | 26.41        | n/a          | 10        | +10       |
|                        | Lista Independiente N° 19 Movimiento Independiente Acción Democrática Puno     | 7,656        | 11.57        | n/a          | 2         | +2        |
|                        | Lista Independiente N° 21 Movimiento Cívico Puro Puno                          | 5,959        | 9.01         | n/a          | 2         | +2        |
|                        | Lista Independiente N° 29 Movimiento Independiente Trabajo y Desarrollo        | 5,593        | 8.45         | n/a          | 1         | +1        |
|                        | Lista Independiente N° 17 Movimiento Independiente Desarrollo Democrático 2000 | 4,925        | 7.44         | n/a          | 1         | +1        |
|                        | Lista Independiente N° 7 Honradez Tecnología y Trabajo                         | 4,300        | 6.50         | n/a          | 1         | +1        |
|                        | Lista Independiente N° 3 Movimiento Independiente Unión por Puno               | 3,578        | 5.41         | n/a          | 0         | ±0        |
|                        | Lista Independiente N° 23 Integración y Desarrollo                             | 3,476        | 5.25         | n/a          | 0         | ±0        |
|                        | Lista Independiente N° 13 Todos Juntos                                         | 3,160        | 4.78         | n/a          | 0         | ±0        |
|                        | Lista Independiente N° 25 Frente Unido 4 de Noviembre                          | 2,196        | 3.32         | n/a          | 0         | ±0        |
|                        | Lista Independiente N° 5 Primero Puno                                          | 1,854        | 2.80         | n/a          | 0         | ±0        |
|                        | Lista Independiente N° 11 Municipio 95                                         | 1,762        | 2.66         | n/a          | 0         | ±0        |
|                        | Lista Independiente N° 27 Trabajo y Producción                                 | 1,700        | 2.57         | n/a          | 0         | ±0        |
|                        | Lista Independiente N° 9 Nueva Democracia                                      | 1,277        | 1.93         | n/a          | 0         | ±0        |
|                        | Acción Popular (AP)                                                            | 1,255        | 1.90         | –2.02        | 0         | ±0        |
|                        |                                                                                |              |              |              |           |           |
| Total                  | Total                                                                          | 66,169       |              |              | 19        | ±0        |
|                        |                                                                                |              |              |              |           |           |
| Votos válidos          | Votos válidos                                                                  | 66,169       | 77.09        | +18.42       |           |           |
| Votos en blanco        | Votos en blanco                                                                | 7,484        | 8.72         | +4.06        |           |           |
| Votos nulos            | Votos nulos                                                                    | 12,183       | 14.19        | –22.48       |           |           |
| Votos emitidos         | Votos emitidos                                                                 | 85,836       | 72.69        | +18.71       |           |           |
| Abstenciones           | Abstenciones                                                                   | 32,247       | 27.31        | –18.71       |           |           |
| Votantes registrados   | Votantes registrados                                                           | 118,083      |              |              |           |           |
|                        |                                                                                |              |              |              |           |           |
| Fuente:                |                                                                                |              |              |              |           |           |

## Elecciones municipales distritales

### Resultados por distrito
La siguiente tabla enumera el control de los distritos de la provincia de Puno. El cambio de mando de una organización política se resalta del color de ese partido.
| Distrito    | Alcalde(sa) titular         | Partido político           | Partido político                 | Alcalde(sa) electo(a)       | Partido político | Partido político          |
| ----------- | --------------------------- | -------------------------- | -------------------------------- | --------------------------- | ---------------- | ------------------------- |
| Ácora       | Sin información disponible  | Sin información disponible | Sin información disponible       | Andrés Llanque Chana        |                  | Lista Independiente N° 15 |
| Amantaní    | Julián Huatta Mamani        |                            | Frente Nacional de Trabajadores  | Toribio Suaña Yanarico      |                  | Lista Independiente N° 3  |
| Atuncolla   | Andrés Gutiérrez Borda      |                            | Frente Nacional de Trabajadores  | Saturnino Vilca Machaca     |                  | Lista Independiente N° 3  |
| Capachica   | Santiago Pari Carrera       |                            | Frente Popular Agrícola del Perú | Dámaso Cutimbo Quispe       |                  | Lista Independiente N° 7  |
| Chucuito    | Sin información disponible  | Sin información disponible | Sin información disponible       | Melquiades Huarachi Vilca   |                  | Lista Independiente N° 15 |
| Coata       | Julián Sucasaca Quispe      |                            | Frente Nacional de Trabajadores  | Escolástico Mamani Canaza   |                  | Acción Popular            |
| Huata       | Raimundo Pari Ramos         |                            | Democrático de Izquierda         | Vidal Churata Huanca        |                  | Lista Independiente N° 7  |
| Mañazo      | Alberto Guevara Achata      |                            | Partido Aprista Peruano          | Teófilo Cruz Barriga        |                  | Lista Independiente N° 57 |
| Paucarcolla | Alfonso Pineda Quispe       |                            | Frente Nacional de Trabajadores  | Cosme Beltrán Pineda        |                  | Lista Independiente N° 11 |
| Pichacani   | Sin información disponible  | Sin información disponible | Sin información disponible       | Antonio Flores Sardón       |                  | Lista Independiente N° 19 |
| Platería    | Sin información disponible  | Sin información disponible | Sin información disponible       | Luis Calisaya Mamani        |                  | Lista Independiente N° 19 |
| San Antonio | Alberto Ticona Calderón     |                            | Acción Popular                   | Lucio Arana Ticona          |                  | Lista Independiente N° 7  |
| Tiquillaca  | Sin información disponible  | Sin información disponible | Sin información disponible       | Martín Tito Tito            |                  | Lista Independiente N° 11 |
| Vilque      | Hipólito Churata Pachacútec |                            | Frente Nacional de Trabajadores  | Gumercindo Coaquira Coronel |                  | Lista Independiente N° 5  |